# Psecas
Psecas là một chi nhện trong họ Salticidae.